# Stigmaphyllon herbaceum
Stigmaphyllon herbaceum là một loài thực vật có hoa trong họ Malpighiaceae. Loài này được Cuatrec. miêu tả khoa học đầu tiên năm 1958.